# Mühlenberg (Bamme)
Der Mühlenberg ist eine 47 m ü. NHN hohe Erhebung bei Bamme, Ortsteil der Gemeinde Nennhausen im brandenburgischen Landkreis Havelland.
Die Erhebung liegt nördlich bzw. östlich des etwa L-förmig verlaufenden Bammer Ortskerns. Seinen Namen erhielt der Mühlenberg von der dort befindlichen Bockwindmühle Bamme. Die heute unter Denkmalschutz stehende Mühle wurde im Jahr 1334 erstmals erwähnt und gilt damit als eine der ältesten erhaltenen Windmühlen im Land Brandenburg.